# راكيل غوتيريز
راكيل غوتيريز (بالإسبانية: Raquel Gutiérrez Aguilar)‏ هي عالمة اجتماع مكسيكية، ولدت في 1962 في ولاية مكسيكو في المكسيك.

## روابط خارجية
- راكيل غوتيريز على موقع IMDb (الإنجليزية)